# Benedictionale
Het Benedictionale of Boek van de zegeningen is een liturgisch boek dat verschillende soorten zegeningen bevat. Sommige daarvan hebben een blijvende werking, omdat zij personen aan God toewijden of voorwerpen en plaatsen voor liturgisch gebruik bestemmen.
Het Benedictionale bestaat uit vijf delen:
1. zegeningen die rechtstreeks op personen betrekking hebben
2. alles wat verband houdt met het dagelijks leven
3. zegeningen van dingen die bestemd worden voor de liturgie en devotie
4. zegeningen van devotionele voorwerpen
5. zegeningen voor verschillende omstandigheden.

## Uitgaven
De benedictionibus. Editio typica van 1984. Rome, Typis Polyglottis Vaticanis.